# Lobatse
Lobatse is een stad in zuidoostelijk Botswana, 65 km ten zuiden van de hoofdstad Gaborone. De stad ligt beschut tussen de heuvels. Lobatse heeft een bevolking van 29.082 inwoners. Het Hooggerechtshof van Botswana zetelt in Lobatse. Tevens is de stad het hoofdkwartier van het Ministerie van Geologische Onderzoeken. Verscheidene industriebedrijven zijn gevestigd in Lobatse, waarvan de Commissie van het Vlees van Botswana (BMC) het belangrijkste is.
Het Bakgwatengvolk was historisch de baas in het gebied, maar in de 18e eeuw kwam het onder het bewind van het Bangwaketsevolk. Archeologische overblijfselen uit deze periodes zijn bewaard gebleven.